# ابن جامع
ابوالقاسم اسماعیل بن جامع (درگذشتهٔ سدهٔ ۲ قمری)، موسیقی‌دان عرب بود. وی هم‌دورهٔ ابراهیم موصلی بود و برخلاف او، به سنت‌های موسیقی عربی اصرار نمی‌ورزید و پیرو نوآوری در موسیقی عربی بود.

## زندگی‌نامه
ابن جامع در مکه به دنیا آمد. وی از خاندان قریش بود و حافظ قرآن بود. مادرش با سیاط (موسیقی‌دان عرب، درگذشتهٔ ۱۶۹ ه‍.ق) ازدواج کرد و ابن جامع موسیقی را از سیاط و نیز از یحیی مکی (موسیقی‌دان عرب، درگذشتهٔ ۲۱۸ ه‍.ق) فراگرفت. ابن جامع که مستمند بود، از مکه به مدینه مهاجرت کرد و سپس به بغداد رفت و در آنجا به واسطهٔ مهارتش در آواز مورد توجه مهدی خلیفهٔ سوم عباسی قرار گرفت. او در دربار عباسی، هم‌دورهٔ ابراهیم موصلی دیگر موسیقی‌دان دربار بود. اگر چه موصلی و ابن جامع هر دو به واسطهٔ باده‌گساری مورد غضب خلیفه بودند، اما خلیفه به واسطهٔ این که ابن جامع از خاندان قریش بود، در تنبیه او تخفیف می‌داد.
مهدی عباسی ابن جامع را از دربار تبعید کرد، اما ابن جامع بعداً مورد توجه هادی و هارون الرشید، خلفای چهارم و پنجم عباسی قرار گرفت و دوباره به دربار راه یافت. ابن جامع و ابراهیم موصلی در دربار با هم رقابت داشتند، چنانکه ابن جامع از این که موصلی آهنگ‌های او را فرا بگیرد جلوگیری می‌کرد. موصلی هم از یکی از شاگردانش به نام محمد زف بهره گرفت؛ زف که حافظهٔ موسیقایی خوبی داشت، آهنگ‌های ابن جامع را فرا به گوش می‌سپرد و بعداً به موصلی منتقل می‌کرد.

## تأثیرات
ابن جامع که بابت صدای رسایش شناخته می‌شد، قطعات موسیقی بسیاری ساخت و گفته می‌شد که آواز او احوال شنوندگان را دگرگون می‌کرد. برخلاف موصلی که به سنت‌های موسیقی عربی اصرار می‌ورزید، ابن جامع پیرو نوآوری در موسیقی عربی بود. پیروان این دو نیز دو گروهِ رقیب را شکل دادند که بعدتر پیشگام دو مکتب در موسیقی عرب شدند؛ یکی مکتب کهن یا کلاسیک (به رهبری اسحاق موصلی، فرزند ابراهیم موصلی) و دیگری مکتب رمانتیک (به رهبری ابراهیم بن مهدی از شاگردان ابن جامع).
همچنین ابن جامع به دستور هارون الرشید با ابراهیم موصلی و فُلَیح بن ابی العَورا در گردآوری ۱۰۰ ترانه از زیباترین آن روزگار همکاری کرد که حاصل کار این سه نفر، مبنای کتاب اغانی ابوالفرج اصفهانی شد.